# Беспредел
Беспреде́л — действия, переходящие любые рамки писаных и неписаных законов; крайняя степень беззакония, беспорядка.
Изначально слово использовалось исключительно в криминальной субкультуре. В воровском жаргоне под беспределом понималось грубое нарушение «воровских понятий» (например, опускание заключённого без достаточных к тому оснований). Формулировка получила распространение в массовой культуре (в основном СССР) с начала 1990-х годов.
Слово стало общеупотребительным после публикации в журнале «Огонёк» в 1988 году очерка Л. В. Никитинского «Беспредел» о бунте в колонии под Ригой. Как утверждает Леонид Никитинский, в заголовок очерка в журнале «Огонёк» в 1988 году его вынес в то время редактор отдела Валентин Юмашев.
«Беспредельщики» — участники группировки, которая не соблюдает воровских (блатных) «законов» и стоит особняком в преступном мире.
Кроме того, слово «беспредел» является синонимом к словам «бардак», «беспорядок».
«Беспредел во власти» — частое совершение чиновниками государственных преступлений (коррупция, взяточничество). Именно в этом значении данное слово употребляется людьми, критикующими правительство определённого государства.